# Tournoi d'échecs de Poïkovski
Le tournoi d'échecs de Poïkovski ou tournoi Karpov - Poïkovski ou parfois « mémorial Karpov » est un tournoi international organisé chaque année depuis 2000 par Anatoli Karpov et Aleksandr Klepikov. Il oppose habituellement dix joueurs (sauf en 2010 : douze participants et 2022 : neuf joueurs) dans un tournoi toutes rondes.

## Multiples vainqueurs
3 titres et deux premières places ex æquo
- Viktor Bologan (2000, 2001 et 2005, également ex æquo avec le vainqueur en 2010 et 2015)

3 titres et une première place ex æquo
- Dmitri Iakovenko (2007, 2012 et 2018, également ex æquo avec le vainqueur en 2008)

2 titres
- Sergueï Roublevski (2004 et 2008)
- Étienne Bacrot (2005 et 2011)
- Anton Korobov (2015 et 2016)

Une victoire et une première place ex æquo
- Alexeï Chirov (vainqueur en 2006, battu au départage en 2008)
- Sergueï Kariakine (vainqueur en 2010, battu au départage en 2011)

## Palmarès
Les dates du tournoi sont données suivant le site officiel. En 2008, quatre joueurs finirent à égalité avec 5,5 points sur 9. Roublevski est vainqueur au départage Sonneborn-Berger. Toutes les parties de la dernière ronde s'étaient terminées par le partage des points.
| Édition Année | Édition Année | Dates                    | Vainqueur(s)                                           | Marque  | Deuxième(s)                                                           | Troisième(s)                                                               | Quatrième(s)                                  | Catégorie Joueurs | Catégorie Joueurs |
| ------------- | ------------- | ------------------------ | ------------------------------------------------------ | ------- | --------------------------------------------------------------------- | -------------------------------------------------------------------------- | --------------------------------------------- | ----------------- | ----------------- |
| 1             | 2000,         | 24 août- 3 septembre     | Viktor Bologan                                         | 7 / 9   | Alexander Onischuk 6                                                  | Jaan Ehlvest 5,5                                                           | Evgueni Svechnikov 5,5                        | 14                | 10                |
| 2             | 2001          | 24 avril- 5 mai          | Viktor Bologan                                         | 6       | Smbat Lputian Sergueï Roublevski 5,5                                  |                                                                            | Kiril Georgiev Vadim Zviaguintsev 5           | 15                | 10                |
| 3             | 2002          | 16-24 avril              | Alexander Onischuk                                     | 6       | Sergueï Roublevski Vadim Zviaguintsev 5,5                             |                                                                            | Alekseï Dreïev Rafael Vaganian Ivan Sokolov 5 | 16                | 10                |
| 4             | 2003          | 20-29 avril              | Peter Svidler Joël Lautier                             | 6       |                                                                       | Sergueï Roublevski Vadim Zviaguintsev 5,5                                  |                                               | 16                | 10                |
| 5             | 2004          | 17-25 mars               | Aleksandr Grichtchouk Sergueï Roublevski               | 6       |                                                                       | Viktor Bologan Ivan Sokolov 5,5                                            |                                               | 18                | 10                |
| 6             | 2005          | 25 février -7 mars       | Étienne Bacrot Viktor Bologan                          | 6       |                                                                       | Aleksandr Grichtchouk Alekseï Dreïev 5,5                                   |                                               | 18                | 10                |
| 7             | 2006          | 18-27 mars               | Alekseï Chirov                                         | 6       | Alekseï Dreïev Ruslan Ponomariov Vadim Zviaguintsev Evgueni Bareïev 5 |                                                                            |                                               | 18                | 10                |
| 8             | 2007          | 18-25 mars               | Dmitri Iakovenko                                       | 6       | Alexander Onischuk Evgueni Alekseïev Viktor Bologan 5                 |                                                                            |                                               | 17                | 10                |
| 9             | 2008,         | 8-17 juillet             | Sergueï Roublevski (au départage)                      | 5,5     | Dmitri Iakovenko 5,5                                                  | Vugar Gashimov 5,5                                                         | Alekseï Chirov 5,5                            | 18                | 10                |
| 10            | 2009          | 7-12 juillet             | Aleksandr Motylev                                      | 7 / 9   | Vugar Gashimov 6 / 9                                                  | Emil Sutovsky Ernesto Inarkiev 5 / 9                                       |                                               | 18                | 10                |
| 11            | 2010          | 31 mai- 14 juin          | Sergueï Kariakine (au départage)                       | 7 / 11  | Viktor Bologan (2e au départage) 7 / 11                               | Dmitri Iakovenko 6,5 / 11                                                  | Nikita Vitiougov 6,5 / 11                     | 18                | 12                |
| 12            | 2011          | 4-13 octobre             | Étienne Bacrot (au départage)                          | 5,5 / 9 | Sergueï Kariakine (2e au départage) 5,5 / 9                           | Fabiano Caruana 5 / 9                                                      | Aleksandr Motylev 4,5 / 9                     | 19                | 10                |
| 13            | 2012          | 25 septembre - 7 octobre | Dmitri Iakovenko                                       | 6       | Ruslan Ponomariov 5,5                                                 | Aleksandr Motylev Radoslaw Wojtaszek 5                                     |                                               | 18                | 10                |
| 14            | 2013          | 28 août - 7 septembre    | Pavel Eljanov                                          | 6       | Aleksandr Motylev 5,5                                                 | Ernesto Inarkiev 5                                                         | Ian Nepomniachtchi Alexander Onischuk 4,5     | 18                | 10                |
| 15            | 2014          | 10-21 mai                | Aleksandr Morozevitch                                  | 6       | Dmitri Iakovenko 5,5                                                  | Étienne Bacrot Alexeï Chirov 5                                             |                                               | 18                | 10                |
| 16            | 2015          | 28 septembre - 7 octobre | Anton Korobov (au départage)                           | 6       | Viktor Bologan (ex æquo) 6                                            | Ernesto Inarkiev Denis Khismatoulline Emil Sutovsky 5                      |                                               | 17                | 10                |
| 17            | 2016          | 22 juillet - 3 août      | Anton Korobov                                          | 6       | Radoslaw Wojtaszek 5,5                                                | Maksim Matlakov Dmitri Iakovenko Dmitri Andreïkine 5                       |                                               | 18                | 10                |
| 18            | 2017          | 18-27 avril              | Emil Sutovsky (au départage)                           | 7       | Ievgueni Naïer (ex æquo) 7                                            | Anton Korobov 6                                                            | Ernesto Inarkiev 5                            |                   | 10                |
| 19            | 2018          | 26 mai - 6 juin          | Dmitri Iakovenko                                       | 6,5     | Ian Nepomniachtchi Boris Guelfand 6                                   |                                                                            | Vidit Santosh Gujrathi 5,5                    |                   | 10                |
| 20            | 2019          | 6-15 juin                | Vladislav Artemiev (au départage, nombre de victoires) | 5,5     | Dmitri Iakovenko (ex æquo) 5,5                                        | Anton Korobov Ivan Saric Andreï Essipenko Vladimir Fedosseïev Wang Hao 4,5 |                                               |                   | 10                |
| 21            | 2022          | 27 septembre - 6 octobre | Sanan Siouguirov                                       | 5 / 8   | Ievgueni Tomachevski 4,5 / 8                                          | Haïk Martirossian 4,5 / 8                                                  | Nodirbek Yakubboev 4,5 /8                     |                   | 9                 |